# Sárkeszi
Sárkeszi község Fejér vármegyében, a Székesfehérvári járásban.

## Fekvése

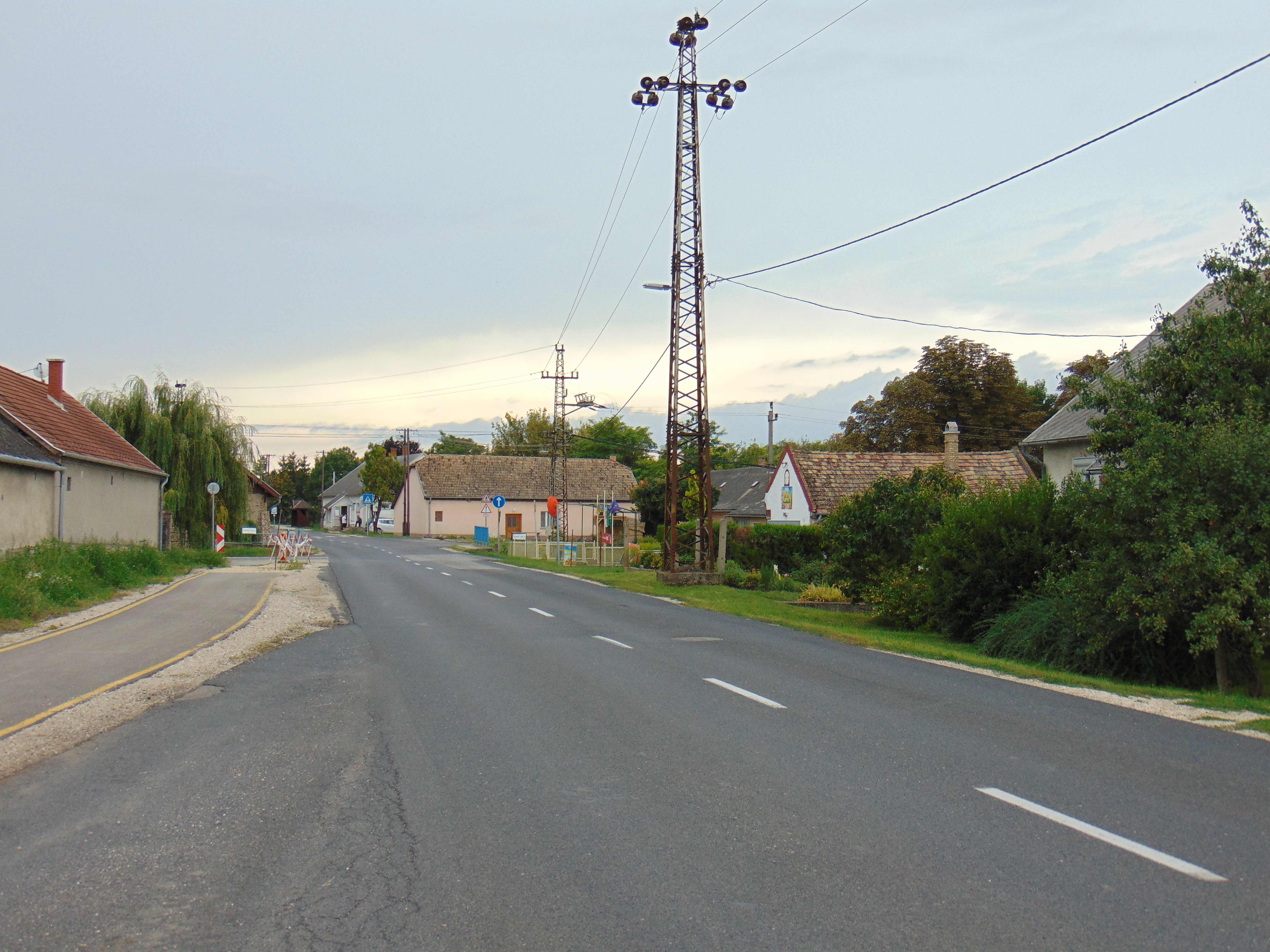
Sárkeszi keleti széle a község főutcájának számító 7202-es úttal

Fejér vármegye nyugati részén, a Sárvíz mellett, Székesfehérvártól nyugatra fekvő település. A 7202-es út mentén fekszik, nem sokkal annak 10. kilométere előtt; ez az út összeköttetést biztosít Sárkeszi és a környező települések számára Székesfehérvár és Veszprém térsége, illetve az északi Balaton-part települései felé is.
A község Székesfehérvártól körülbelül 13 kilométerre, Sárszentmihálytól 3 kilométerre, Nádasdladánytól 5 kilométerre, Szabadbattyántól 9 kilométerre, Csórtól 7 kilométerre, Ősitől 9 kilométerre fekszik; Várpalota körülbelül 18 kilométer, Mór pedig mintegy 30 kilométer távolságra található.

## Története
Keszi neve az oklevelekben 1274-körül tűnik fel először.
A falu nevét ekkor Kesu- ként írták.
A település a magyar Keszi törzsbeliek települése.
1274-ben a fehérvári ispán által Varsány településre kiküldött fogott bíró nevében fordul elő: Ipoliti de Kesu
(Dl.82 826)

## Közélete

### Polgármesterei
- 1990–1994: Fülöp Zoltán (FKgP)[6]
- 1994–1998: Fülöp Zoltán (FKgP)[7]
- 1998–2002: Farkas Gyuláné (független)[8]
- 2002–2006: Farkas Gyuláné (független)[9]
- 2006–2010: Farkas Gyula Ernőné (független)[10]
- 2010–2014: Farkas Gyula Ernőné (független)[11]
- 2014–2019: Farkas Gyula Ernőné (független)[12]
- 2019–2024: Kőhegyi László (független)[13]
- 2024– : Kőhegyi László (független)[1]

## Népesség
A település népességének változása:
| Lakosok száma | 611  | 595  | 589  | 593  | 556  | 570  | 538  |
|               | 2013 | 2014 | 2015 | 2021 | 2022 | 2023 | 2024 |

A 2011-es népszámlálás során a lakosok 80,9%-a magyarnak, 0,5% cigánynak, 0,2% lengyelnek, 0,3% románnak mondta magát (18,8% nem nyilatkozott; a kettős identitások miatt a végösszeg nagyobb lehet 100%-nál). A vallási megoszlás a következő volt: római katolikus 30,4%, református 20,3%, evangélikus 0,5%, görögkatolikus 0,2%, felekezeten kívüli 13,8% (33,4% nem nyilatkozott).
2022-ben a lakosság 94,1%-a vallotta magát magyarnak, 0,4% németnek, 0,4% cigánynak, 0,4% lengyelnek, 0,2% románnak, 0,2% szerbnek, 0,2% ukránnak, 1,3% egyéb, nem hazai nemzetiségűnek (5,9% nem nyilatkozott; a kettős identitások miatt a végösszeg nagyobb lehet 100%-nál). Vallásuk szerint 26,6% volt római katolikus, 16,4% református, 0,4% ortodox, 0,2% evangélikus, 0,2% görög katolikus, 0,5% egyéb keresztény, 2% egyéb katolikus, 22,7% felekezeten kívüli (30,6% nem válaszolt).

## Nevezetességei
- Református templom.
- Mithraeum.

## Testvértelepülés
- Olaszország, Morro Reatino[16]